# Adam Fabricius
Pour les articles homonymes, voir Fabricius.
Adam Fabricius (1822–1902) est un prêtre et historien danois, auteur de plusieurs ouvrages sur l'histoire du Danemark.

## Biographie
Fabricius est surtout connu pour son ouvrage historique en deux volumes intitulé Illustreret Danmarkshistorie for Folket (da) (« Histoire danoise illustrée pour le peuple »), dont la première édition a été publiée en 1853-1855. La quatrième édition parut en 1913-1915 dans une version révisée et améliorée de son fils, Knud Fabricius (da).

## Publications sélectives
- Ingeborg, Philip Augusts Dronning, Kjøbenhavn : Forlagt af J. H. Schubotes Boghandel, 1870 (lire en ligne).
- Forbindelserne mellem Norden og den spanske halvø i ældre tider, København : G. E. C. Gad, 1882.
- Danske minder i Normandiet, København : E. Langhoff, 1897.
- Illustreret kirkehistorie for folket, København : E. Langhoff, 1901.

## Sources
- (da) Carl Frederik Bricka (en) : « Fabricius, Adam Kristoffer », In: Dansk biografisk Lexikon, V. Faaborg - Gersdorff, Copenhague : Gyldendal, 1887-1905, p. 14 (lire en ligne sur runeberg.org).
- (da) Christian Blangstrup (en) : « Fabricius, Adam Kristoffer », In: Salmonsens Konversationsleksikon, VII. Elektriske Sporveje - Fiesole, Copenhague : J. H. Schultz Forlagsboghandel, 1915-1930, p. 656 (lire en ligne sur runeberg.org).